# قرص حل‌شونده خوراکی

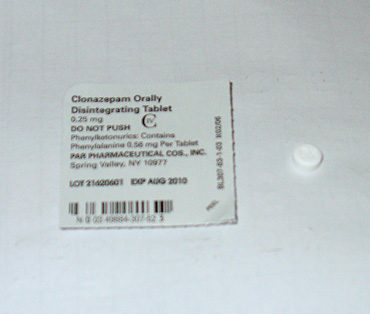
یک قرص او‌دی‌تی کلونازپام

قرص حل شونده خوراکی (انگلیسی: Orally disintegrating tablet) یا (ODT) نوعی قرص است که بر روی زبان حل می‌شود و احتیاج به بلع ندارد.
معمولاً برای افراد دارای مشکل بلع تجویز می‌شود و به صورت بدون نسخه و با نسخه در دسترس قرار می‌گیرد.